# احمد بن علی البونی
ابوالعباس احمد بن علی بن یوسف قُرَشی البونی (مرگ پس از ۶۲۷ق/۱۲۳۰م) معروف به احمد بن علی البونی، ملقب به محیی‌الدین، تقی‌الدین و شرف‌الدین، نویسنده سده هفتم ه‍.ق از اهالی بندر بونه (عنابه کنونی) در کشور الجزایر و از اکابر و دانشمندان علوم غریبه بوده است.
وی سرانجام در قاهره درگذشت و در گورستان قرافه به خاک سپرده شد. مشهور است که او پیرو هیچ‌یک از مذاهب اربعه اهل سنت نبوده است. او به حدی در علوم غریبه پیش رفته بود که حتی به اورادی که عیسی با آن مردگان را زنده می‌کرد دست یافته بود.

## تحصیل و تدریس
از تحصیل او اطلاع چندانی در دست نیست، ولی ابوعبدالله قرشی و ابوالحسن حَرالّی از استادان او و ابن‌سبعین از شاگردانش بوده‌اند.

## آثار
از او بیش از ۴۰ کتاب در علوم اوفاق، اعداد، حروف، جفر، طلسمات و… به جای مانده است. به‌طوری که آثار او جای آثار غزالی و ابن عربی و حکیم مجریطی را در این رشته‌ها در بین دانش پژوهان گرفتند.
تأثیرپذیری او از عناصر سریانی و عبری و ایرانی و یونانی در آثارش مشهود است. تأثیر عناصر ایرانی نیز بر آثار البونی از آنجا پیداست که وی برای نخستین بار الفبا را با در شمارآوردن ۴ حرف «گ، چ، پ، ژ»، ۳۲ حرف دانسته است که در آغاز آفرینش توسط پروردگار به آدم ابوالبشر آموخته شده است.
از مهم‌ترین آثار وی به موارد زیر اشاره می‌گردد:
- شمس المعارف و لطایف العوارف
- اللمعة النورانیة فی الاوراد الربانیة
- الاصول و الضوابط المحکمة
- الجلجلوتیة الکبری
- بغیة المشتاق فی معرفة وضع الاوفاق
- شرح البرهتیة (مشهور به شرح العهد القدیم)

چهار اثر اخیر در یک جلد با عنوان «منبع اصول الحکمة» چاپ شده است.